# Love Somebody (Morgan Wallen)
Love Somebody è un singolo del cantante country statunitense Morgan Wallen, pubblicato il 18 ottobre 2024 come secondo estratto dal quarto album in studio I'm the Problem.

## Promozione e pubblicazione
Wallen ha condiviso una primissima anticipazione del brano il 16 maggio 2024, pubblicando sulla sua pagina TikTok un video di lui su una barca a Nashville, in Tennessee, con sotto la descrizione «I feel like this one's gonna sound good on the boat».
Durante la sua tappa del suo tour One Night at a Time Tour a Stoccolma, in Svezia, a fine agosto 2024, Wallen si è esibito per la prima volta con la versione integrale di Love Somebody dal vivo.
Il 16 settembre Wallen ha condiviso un'altra anticipazione della canzone, venendo descritta come "speranzosa", "con un tocco di dolore" e in grado di evocare sentimenti di "tradimento" e "delusione amorosa". L'autore, nello stesso frangente, ha anche aggiunto che il brano sarebbe stato pubblicato «presto». Il giorno successivo, insieme ai cantanti country statunitensi Ernest e Hardy, l'autore si è esibito col brano durante la serata di gala tenutasi alla Fondazione T.J. Martell.
Il 20 settembre, durante un'esibizione al Neyland Stadium di Knoxville, l'autore ha annunciato che il brano sarebbe stato pubblicato il 18 ottobre. Il 7 ottobre seguente è stata condivisa la copertina del singolo, raffigurante uno scatto sfocato di una spiaggia al tramonto. Il 18 ottobre il brano è stato pubblicato su tutte le piattaforme streaming e sui canali di acquisto digitali.

## Descrizione
Love Somebody esplora il desiderio di una connessione autentica e le difficoltà nel trovare un amore significativo in mezzo a tante relazioni superficiali e di poco conto. Il brano rientra nel genere del country, contenente elementi soft rock ispirati a influenze latine. La canzone interpola il singolo del 2018 Tokyo Nights di Digital Farm Animals, Shaun Frank e Dragonette. Tutti gli autori del brano Tokyo Nights sono stati, infatti, accreditati come autori del singolo di Wallen Love Somebody.

## Successo commerciale
Love Somebody ha ottenuto sin da subito un enorme successo commerciale negli Stati Uniti, debuttando alla prima posizione delle principali piattaforme streaming, tra cui Spotify, sulla quale ha registrato 2,378 milioni di riproduzioni streaming nel primo giorno di disponibilità.
Nella Billboard Hot 100 statunitense, il brano ha debuttato alla prima posizione della classifica nella settimana di pubblicazione del 2 novembre 2024, diventando l'81ª canzone a riuscirci, la seconda totale dell'autore e la prima da solista, nonché la sua terza numero uno della carriera dopo Last Night e I Had Some Help. Tale risultato è stato possibile grazie a 31,1 milioni di riproduzioni streaming, 15,2 milioni di audience radiofonica e 17 000 download digitali venduti. Grazie a tali numeriche, Love Somebody ha debuttato alla prima posizione anche della Billboard Digital Songs e della Billboard Streaming Songs.

## Classifiche
| Classifica (2024) | Posizione massima |
| ----------------- | ----------------- |
| Australia         | 26                |
| Canada            | 4                 |
| Irlanda           | 15                |
| Libano            | 5                 |
| Norvegia          | 3                 |
| Nuova Zelanda     | 22                |
| Regno Unito       | 40                |
| Stati Uniti       | 1                 |
| Svezia            | 18                |